# 恶魔核心

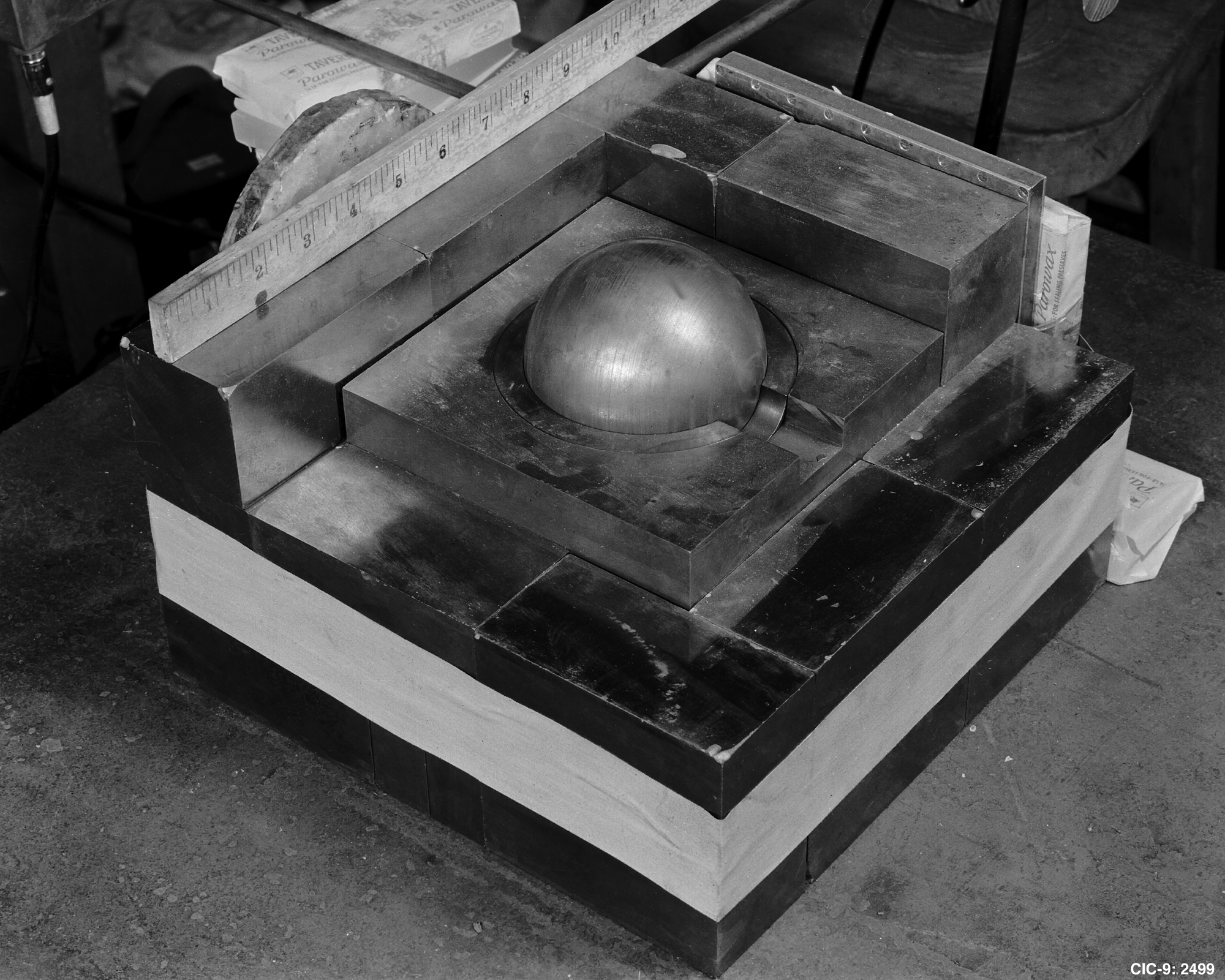
1945年那场造成临界事故的实验的模拟重造。钚球四周环绕着碳化钨制的中子反射体。

惡魔核心是一顆由鈽製成的球體，在科學家測試其作為早期原子弹裂变弹芯的過程中，引發了兩起致命的临界事故。該核心於1945年由曼哈頓計劃製造，這項計劃是美國在二戰期間研發核武器的機密計畫。核心本身處於亞臨界狀態，重量為6.2公斤（14磅），直徑8.9公分（3.5英吋）。原計畫將其運往太平洋戰區，作為投擲於日本的第三顆核武器，但由於日本投降，該核心被保留下來，轉而用於後續測試，並可能在未來衝突中投入使用。
兩起臨界事故分別發生於1945年8月21日與1946年5月21日，地點皆為新墨西哥州的洛斯阿拉莫斯實驗室。這些實驗旨在測試核心接近臨界狀態的程度，方法是使用中子反射屏（由高密度材料構成的外層）來反射中子。然而，實驗過程中核心意外達到臨界狀態，導致強烈的輻射釋放。第一起事故中，物理學家哈里·K·達格利恩在調整鎢製反射體時不慎使核心進入臨界狀態，最終因急性辐射综合症於數週後逝世。第二起事故中，物理學家路易斯·斯洛廷在手動操作鈹製反射體時發生失誤，導致核心臨界並釋放強烈輻射，他於九天後不治身亡，其他在場人員亦受到不同程度的輻射暴露。事故發生後，該核心於1946年夏季被熔解，其材料被回收並用於其他核核心。

## 製造

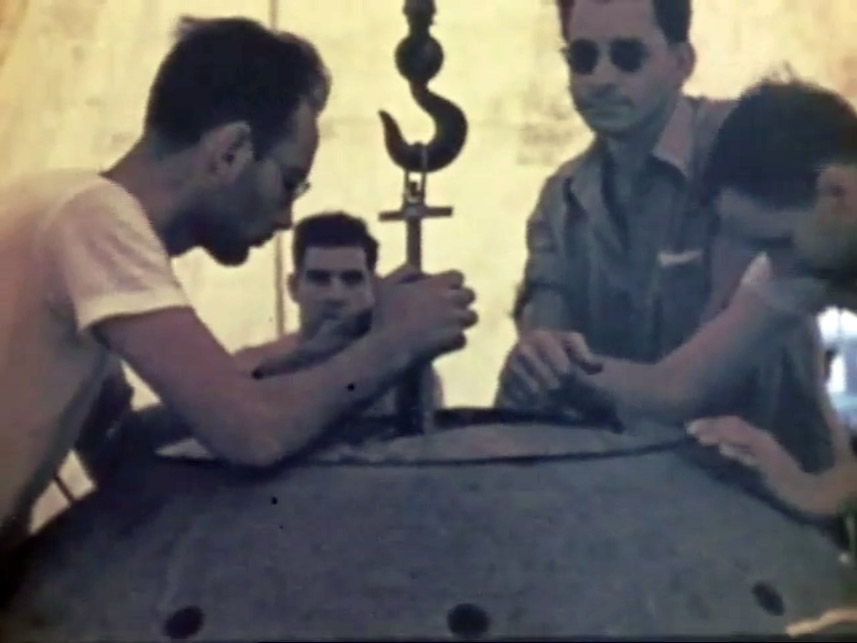
三位一體試驗期間的兩位物理學家哈里·K·達格利恩（中左）和路易斯·斯洛廷（中右）。兩人均因「惡魔核心」超臨界事故而喪生。

與長崎市原子彈爆炸使用的胖子原子彈核心相似，惡魔核心在組裝後是一顆質量6.2公斤（14磅）、直徑8.9公分（3.5英吋）的實心球體，大小相當於壘球。它由三部分組成，皆以鈽-鎵合金製成：兩個半球與一個反噴射環。該反噴射環的作用是在內爆過程中防止中子通量半球接合處向外噴射。然而，7月於阿拉莫戈多轟炸與射擊試驗場進行的「三位一體」核試驗中，所使用的核心並未配備此環。
精煉後的鈽由華盛頓州的漢福德區運送至新墨西哥州的洛斯阿拉莫斯實驗室。根據一份8月30日的庫存文件，當時洛斯阿拉莫斯已消耗「HS-1、2、3、4；R-1」（即三位一體與長崎原子彈的組件），並擁有「HS-5、6；R-2」，這些組件已完成並進入質量檢驗。此外，「HS-7、R-3」的材料則仍在實驗室的冶金部門，預計9月5日前完成（文件未提及的「HS-8」是否已製造，以形成第四顆核心，尚不確定）。冶金學家使用鈽-鎵合金來穩定鈽的δ相（delta phase）同素異形體，使其能夠透過熱壓成球形。此外，由於鈽易受腐蝕，最終會在其表面鍍上一層鎳。
1945年8月10日，美國陸軍少將萊斯利·格羅夫斯致信參謀長喬治·馬歇爾將軍，通知他：
下一顆內爆型炸彈原定於8月24日之後的首個適合天氣條件的日子投放。由於製造進度提前4天，我們預計將於8月12日或13日從新墨西哥運送最終組件。如果製造、運輸及抵達戰區後一切順利，這枚炸彈應能在8月17日或18日後的第一個適當天氣條件下準備投放。
馬歇爾在信件上加註：「未經總統明確授權，不得對日本投放。」這是依照時任美國總統哈里·S·杜鲁门的命令。8月13日，第三顆原子彈的投放計畫正式排定，預計8月16日準備就緒，並於8月19日投下。然而，8月15日日本宣布投降，使這項計畫提前終止，當時核心仍在洛斯阿拉莫斯，準備運送至柯特蘭空軍基地的工作尚未完成。最終，這顆第三核心留在了洛斯阿拉莫斯實驗室。

## 第一次臨界事故
當核心組裝後，其設計臨界值為「-5美分」（−5 cents）。在此狀態下，核心與超臨界狀態僅有極小的安全餘裕，任何增加反應度的外部因素都可能導致核心進入超臨界，甚至進一步達到「瞬發臨界」，引發短暫但劇烈的能量釋放。這些因素在一般環境中較為罕見，只有在特定條件下才可能發生，例如壓縮金屬核心（最終將作為引爆核彈的方式）、增加更多核材料，或是提供外部反射體，使散射出的中子反射回核心內部。洛斯阿拉莫斯實驗室進行的關鍵性測試即是透過不同方式配置中子反射體，以測試核心距離超臨界狀態的程度。
1945年8月21日，這顆鈽核心釋放出強烈的中子辐射，導致物理學家哈里·K·達格利恩喪生。當時，達格里安正在進行中子反射体實驗，但發生了操作失誤。當時他獨自工作，而距離他約3至4公尺（10至12英尺）外的書桌旁，僅有一名名為羅伯特·J·海默利（Robert J. Hemmerly）的警衛在場。核心被放置於一堆中子反射性的碳化鎢磚之中，每增加一塊磚，核心就更接近臨界狀態。在嘗試再添加一塊磚時，達格里安不慎將其掉落在核心上，導致核心進入超臨界狀態，引發自持的核連鎖反應。儘管達格利恩迅速將磚移開，但已受到致命劑量的輻射照射，並於25天後因急性輻射症候群去世。
| 姓名                                          | 事故發生時年齡 | 職業             | 輻射劑量（p. 20）                                      | 後果                                                                       |
| --------------------------------------------- | -------------- | ---------------- | ------------------------------------------------------ | -------------------------------------------------------------------------- |
| 哈魯圖尼·「哈里」·克里科·達格里安             | 24             | 物理學家         | 200 rad（2.0 Gy）中子照射 110 rad（1.1 Gy）伽馬照射    | 事故發生25天後死於急性輻射症候群，主要影響造血系統（p. 22）                |
| 羅伯特·J·海默利（Private Robert J. Hemmerly） | 29             | 特種工程部隊警衛 | 8 rad（0.080 Gy）中子照射 0.1 rad（0.0010 Gy）伽馬照射 | 1978年（事故33年後）因急性骨髓性白血病（AML）去世，享年62歲（pp. 9–11,22） |

## 第二次臨界事故
1946年5月21日，物理學家路易斯·斯洛廷與其他七名人員在洛斯阿拉莫斯實驗室內進行另一項實驗，以透過調整中子反射體的位置來驗證核心與臨界狀態的接近程度。斯洛廷即將離開洛斯阿拉莫斯，他正在向阿爾文·C·格雷夫斯展示這項技術，後者將在一個月後的比基尼环礁「十字路口行動」核試驗前進行最終測試。
這項實驗需要操作人員將兩個鈹製半球（中子反射體）圍繞測試中的核心，並手動透過頂部極點處的拇指孔降低上半部分的反射體。隨著反射體之間的距離變化，中子探測器會顯示核心的中子倍增率。實驗者必須保持反射體之間有微小間隙，使部分中子得以逸出核心，以防止超臨界狀態的發生。標準程序要求在兩個反射體之間放置墊片，因為如果它們完全閉合，可能會瞬間形成臨界質量並引發致命的功率躍升。
然而，斯洛廷違反了標準程序，未使用墊片。在實驗過程中，反射體的上半部分在某處直接接觸下半部分，而在另一側則僅靠斯洛廷手中的一把平頭螺絲起子維持間隙。他透過旋轉螺絲起子來調整間隙大小。斯洛廷以大膽的作風聞名，他在近十次實驗中都使用這種方法，並常穿著標誌性的牛仔褲與牛仔靴，當著一群觀察者的面進行測試。恩里科·费米據稱曾警告斯洛廷和其他科學家，如果他們繼續用這種方式測試，他們可能會在一年內喪命。物理學家理查德·費曼形容這種與核鏈式反應「共舞」的行為為「撩弄龍尾」（tickling the dragon's tail）。
事故當天，斯洛廷在降低上半反射體時，螺絲起子稍微滑出，使反射體完全閉合，核心瞬間進入超臨界狀態，釋放出強烈的中子輻射。當下，一道閃光出現，斯洛廷迅速翻轉手腕，將上半反射體甩到地板上。從反射體完全閉合到斯洛廷移開上半部分，估計僅過了半秒鐘。斯洛廷在不到一秒內受到致命劑量的輻射——1,000rad（10 Gy）中子照射與114 rad（1.14 Gy）伽馬輻射。他的身體擋住了大部分輻射，使其他人在場者的暴露量相對較少。他在九天後因急性輻射症候群去世。
站在斯洛廷肩後的格雷夫斯是距核心最近的其他人，他因斯洛廷的身體部分遮擋，受到較高但未致命的輻射劑量。他因嚴重的輻射中毒住院數週，最終倖存下來。然而，他在19年後（1965年）因心臟衰竭去世，享年55歲。雖然他的死亡可能與輻射暴露有關，但也可能是遺傳因素所致，因為他的父親同樣死於心臟衰竭。
第二次事故發生後，美聯社於1946年5月26日報導：「政府原子實驗室（洛斯阿拉莫斯）因輻射意外導致四人受傷，經治療後已出院，另有四人情況穩定，軍方今日表示。該計畫主任诺里斯·布拉德伯里博士稱，這起事故發生於上週二，當時正進行一項涉及可裂變材料的實驗。」

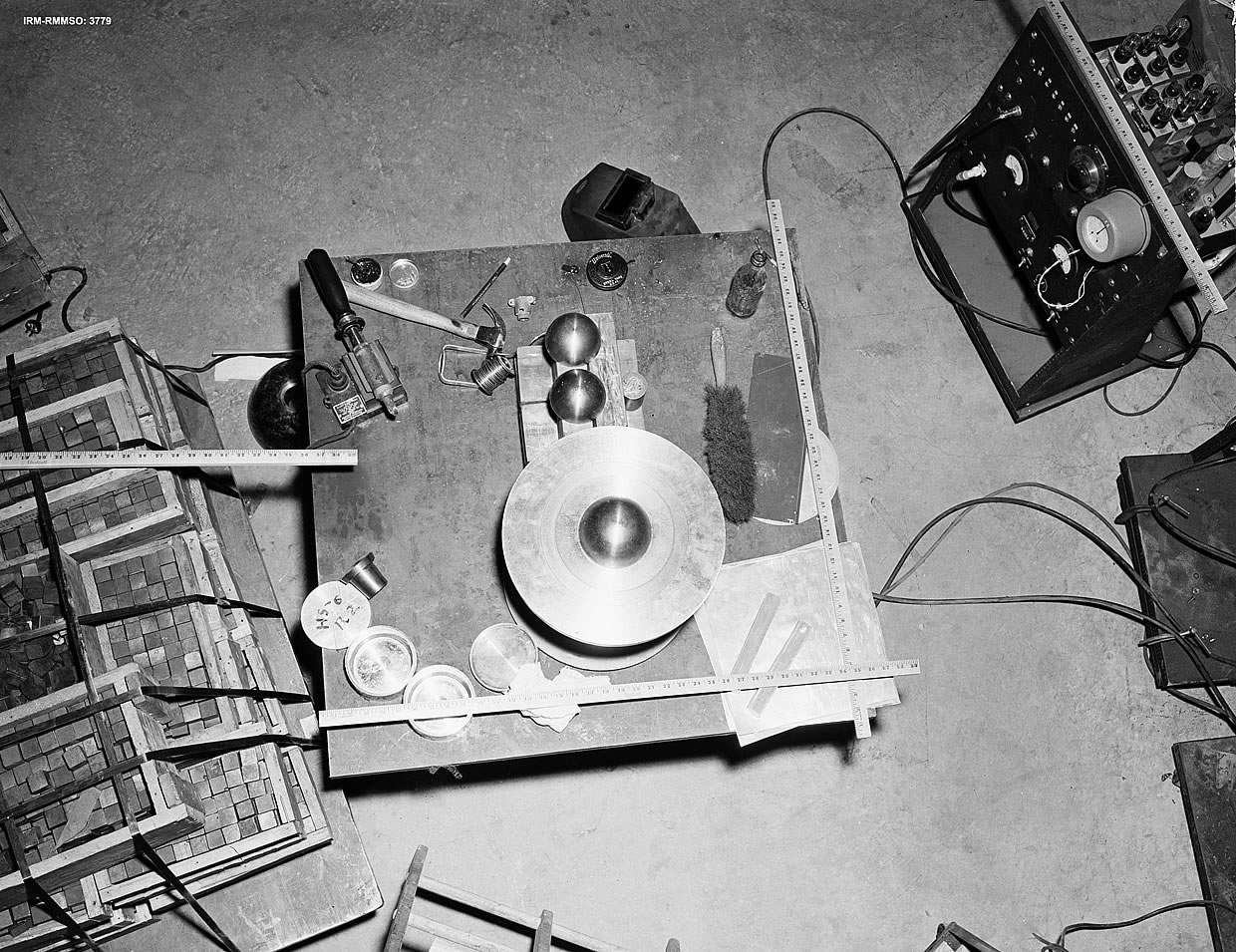
第二次臨界事故的重現情境
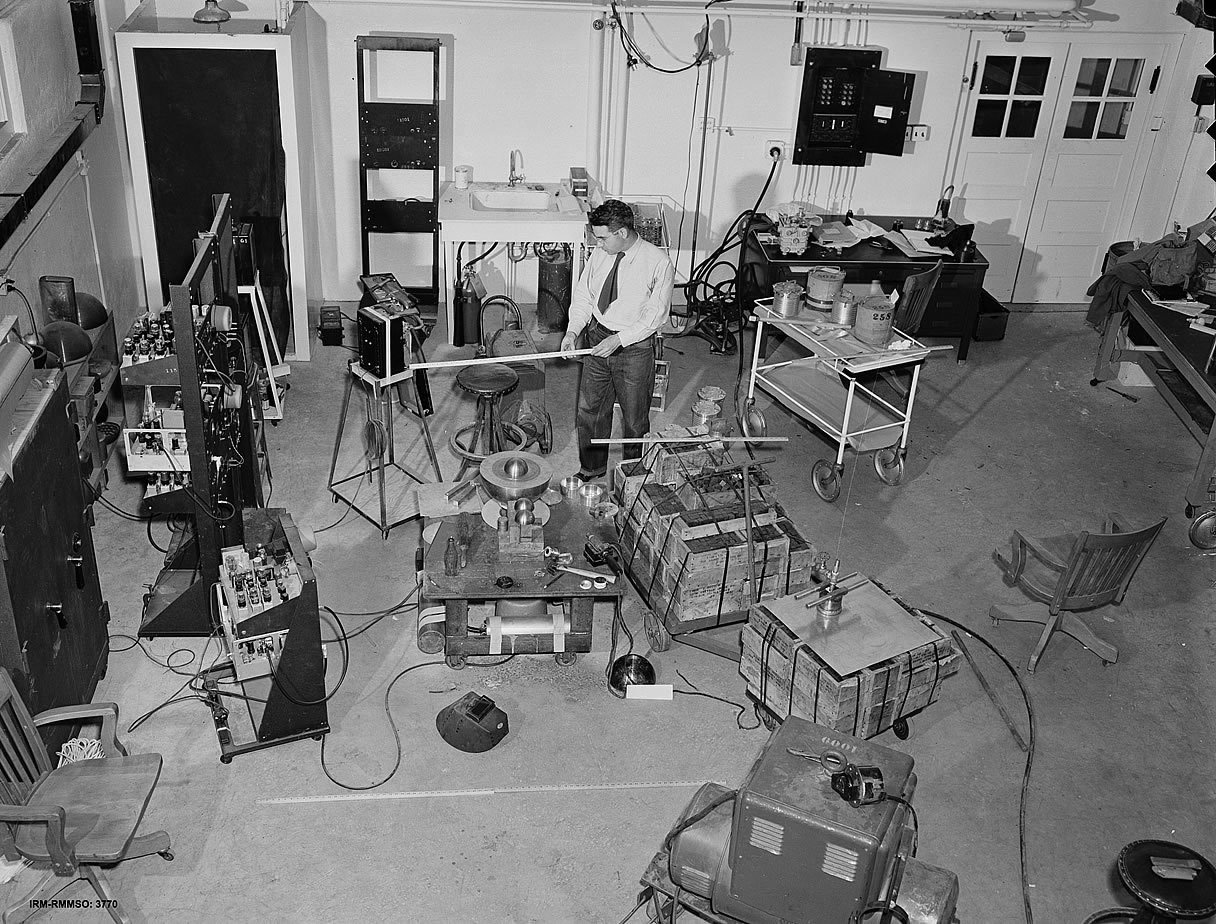
第二次臨界事故的重現情境
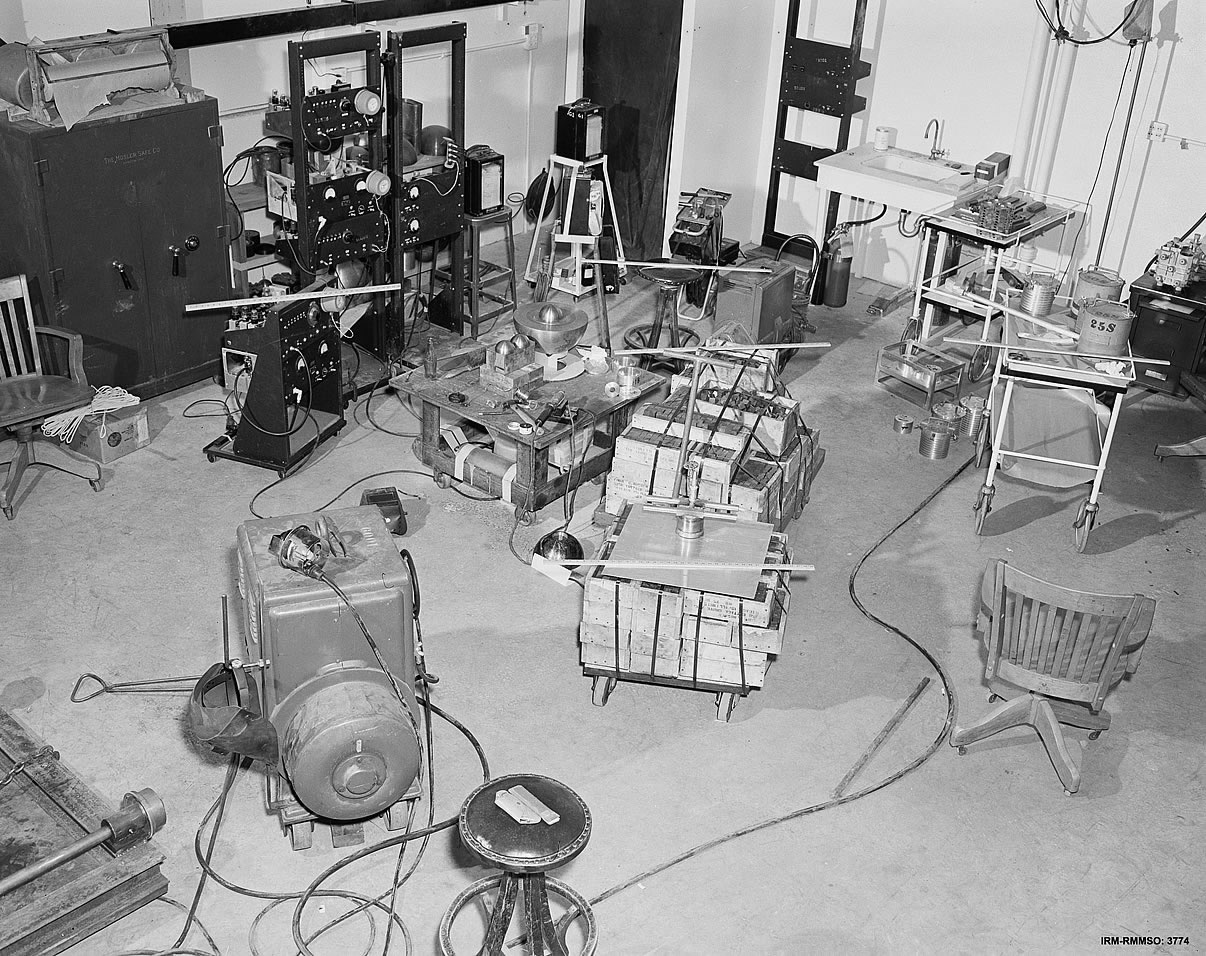
第二次臨界事故的重現情境
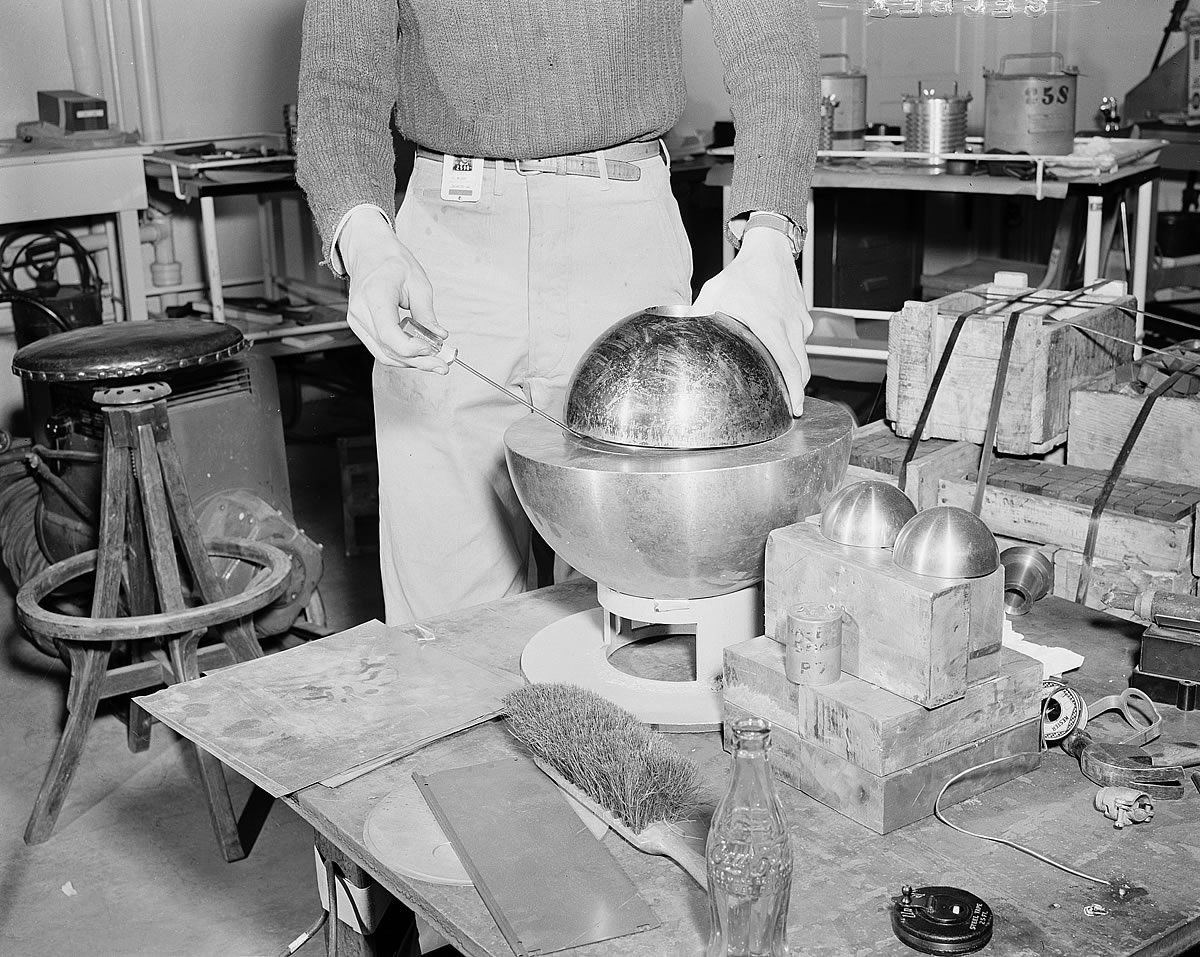
「撩弄龍尾」的重現情境

### 醫學研究
後續針對當年事故中受影響人員的健康狀況進行了研究。1951年發表了首份報告，而後美國政府於1979年提交了另一份更詳細的報告。其摘要如下：
| 姓名                                                | 來自                       | 事故發生時年齡 | 職業                       | 輻射劑量                                              | 後果                                                                                         |
| --------------------------------------------------- | -------------------------- | -------------- | -------------------------- | ----------------------------------------------------- | -------------------------------------------------------------------------------------------- |
| 路易斯・亞歷山大・斯洛廷                            | 加拿大曼尼托巴省溫尼伯     | 35             | 物理學家                   | 1,000 rad（10 Gy）中子照射 114 rad（1.14 Gy）伽馬照射 | 9天後因急性放射病併發腸道損傷死亡。                                                          |
| 阿爾文·C·格雷夫斯                                   | 美國德克薩斯州奧斯汀       | 36             | 物理學家                   | 166 rad（1.66 Gy）中子照射 26 rad（0.26 Gy）伽馬照射  | 1965年在滑雪時因心肌梗塞去世，並伴有甲狀腺功能減退症及白內障。事故發生19年後逝世。           |
| 塞繆爾·艾倫·克萊恩（Samuel Allan Kline）            | 美國伊利諾州芝加哥         | 26             | 物理學學生，後成為專利律師 |                                                       | 拒絕參與後續醫學研究，且無法獲取自身當年的醫療記錄。2001年去世，享壽81歲，距離事故發生55年。 |
| 馬里恩·愛德華·西斯利茨基（Marion Edward Cieslicki） | 美國賓夕法尼亞州芒特黎巴嫩 | 23             | 物理學家                   | 12 rad（0.12 Gy）中子照射 4 rad（0.040 Gy）伽馬照射   | 1965年死於急性骨髓性白血病，事故發生19年後去世。                                             |
| 德懷特·史密斯·楊                                    | 美國伊利諾州芝加哥         | 54             | Photographer               | 51 rad（0.51 Gy）中子照射 11 rad（0.11 Gy）伽馬照射   | 1975年因再生不良性貧血及細菌性心內膜炎去世，享壽83歲，事故發生29年後去世。                   |
| 雷默·E·施賴伯                                       | 美國俄勒岡州麥克明維爾     | 36             | 物理學家                   | 9 rad（0.090 Gy）中子照射 3 rad（0.030 Gy）伽馬照射   | 1998年因自然原因去世，享壽88歲，事故發生52年後去世。                                         |
| 西奧多・珀爾曼（Theodore Perlman）                  | 美國路易西安那州新奧爾良   | 23             | 工程師                     | 7 rad（0.070 Gy）中子照射 2 rad（0.020 Gy）伽馬照射   | 1978年仍然健康，推測於1988年6月去世，享壽約65歲，事故發生42年後去世                          |
| 派屈克・約瑟夫・克萊里（Patrick Joseph Cleary）     | 美國紐約市                 | 21             | Security guard             | 33 rad（0.33 Gy）中子照射 9 rad（0.090 Gy）伽馬照射   | 1950年9月3日，作為美軍第8騎兵團的一員在韓戰中陣亡，事故發生4年後去世。                       |

事故發生時，位於距離約6至7.5公尺（20-25英尺）處的兩名技工——其中一人名為保羅・朗（Paul Long），另一人身份不詳——未接受治療。
事故發生後，原名「魯弗斯」（Rufus）的核心被改稱為「惡魔核心」（Demon Core）。此後，所有臨界實驗皆改為使用遠端遙控設備與監視攝影機操作，並由倖存者之一的施賴伯設計，確保所有人員皆在四分之一英里（約400公尺）外操作。

## 最終處置
惡魔核心原計劃用於「十字路口行動」的核試驗。然而，由於第二次臨界事故的發生，該核心需要等待輻射衰減，並重新評估內部裂變產物的影響，因其中部分元素會影響核裂變的效率。最終，另外兩個核心被先行送往進行「Able」與「Baker」測試，而惡魔核心則計劃用於第三次試驗「Charlie」。然而，由於「Baker」測試引發了嚴重的放射性污染，且無法有效去污目標艦艇，「Charlie」測試最終被取消。
1946年夏天，惡魔核心被熔化，並回收其材料用於製造其他核彈核心。

## 外部連結
- 维基共享资源上的相關多媒體資源：恶魔核心